# Microbergeria luctuosa
Microbergeria luctuosa är en fjärilsart som beskrevs av Sergius G. Kiriakoff 1972. Microbergeria luctuosa ingår i släktet Microbergeria och familjen björnspinnare. Inga underarter finns listade i Catalogue of Life.